# Polynesian Voyaging Society
Polynesian Voyaging Society (PVS) er en almennyttig forsknings- og uddannelsesinstitution med base i Honolulu på Hawaii. PVS blev etableret i 1973 for at forske i og bevare traditionelle polynesiske navigationsmetoder. Ved at bruge kopier af traditionelle toskrogede kanoer arrangerer PVS rejser i Polynesien, hvor deltagerne navigerer uden moderne instrumenter. 

## Historie
PVS blev etableret i 1973 af  af Ben Finney (maritim antropolog), Herb Kawainui Kāne (hawaiiansk kunstner) og Charles Tommy Holmes (sejler). Disse tre ville gerne vise, at polynesiere fra oldtiden bevidst kunne have bosat sig i den polynesiske trekant ved at navigere uden brug af instrumenter. Det første projekt i PVS var at konstruere en kopi af en toskroget havkano.

### Hokuleʻa
Den 8. marts 1975 blev den første havkano bygget på Hawaii-øerne i over 600 år søsat med kaptajn Kawika Kapahulehua og hans besætning. Under navnet Hokuleʻa lagde den 1. maj 1976 fra land i Hawaii med kurs mod Tahiti i et forsøg på at genopdage den ældgamle rejserute. Den mikronesiske navigatør Mau Piailug kunne uden brug af instrumenter sikre, at kanoen navigerede til Tahiti, hvortil den ankom 3. juni samme år. 
Efter at et forsøg i 1978 på at sejle til Tahiti var mislykket, da Hokuleʻa kæntrede i nærheden af Hawaii-øen Lanai, hvorved besætningsmedlemmet Eddie Aikau omkom, oplærte Piailug Nainoa Thompson i de gamle navigationsmetoder. To år senere, i 1980, gentog Thompson den oprindelige tur fra Hawaii til Tahiti med succes, hvorved han blev den første nutidige hawaiianer, der beherskede den ældgamle mikronesiske navigationskunst. 
Siden denne tur har Hokuleʻa og hendes søsterkano, Hawaiʻiloa, foretaget en række sejladser i Polynesien, herunder til Tonga, Samoa og New Zealand. 

### Alingano Maisu
Den 23. januar 2007 satte Hokuleʻa og Alingano Maisu sejl for en tur til Mikronesien og Japan. I marts 2007 ankom de til Piailugs hjemø Satawal, hvor fem indfødte hawaiianere og seksten andre personer gennemførte pwo-ritualet og derved blev mesternavigatører. Begivenheden var den første pwo-ceremoni på Satawal i 50 år, og Alingano Maisu blev givet til Piailug for hans indsats med at genoplive den gamle navigationsform.

## Finansiering
USA's kongres øremærkede i 2009 $238.000 til Polynesian Voyaging Society.